# Wyka siewna
Wyka siewna (Vicia sativa L.) – gatunek jednorocznej rośliny zielnej z rodziny bobowatych. Rodzimym obszarem jej występowania jest Azja, Europa i Afryka Północna, ale rozprzestrzenił się też szeroko w innych regionach geograficznych. W Polsce jest uprawianym i często dziczejącym archeofitem.

## Morfologia

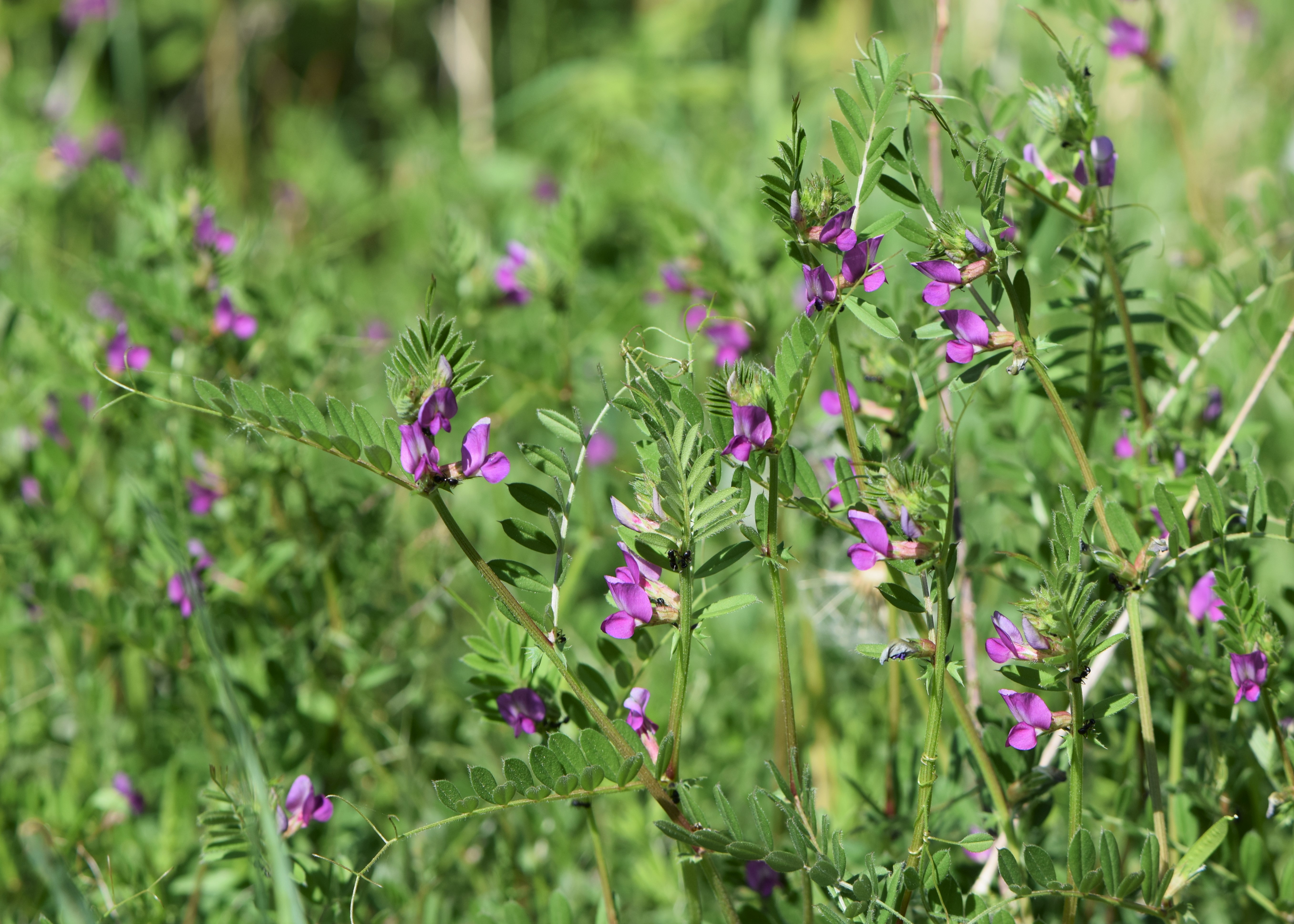
Pokrój

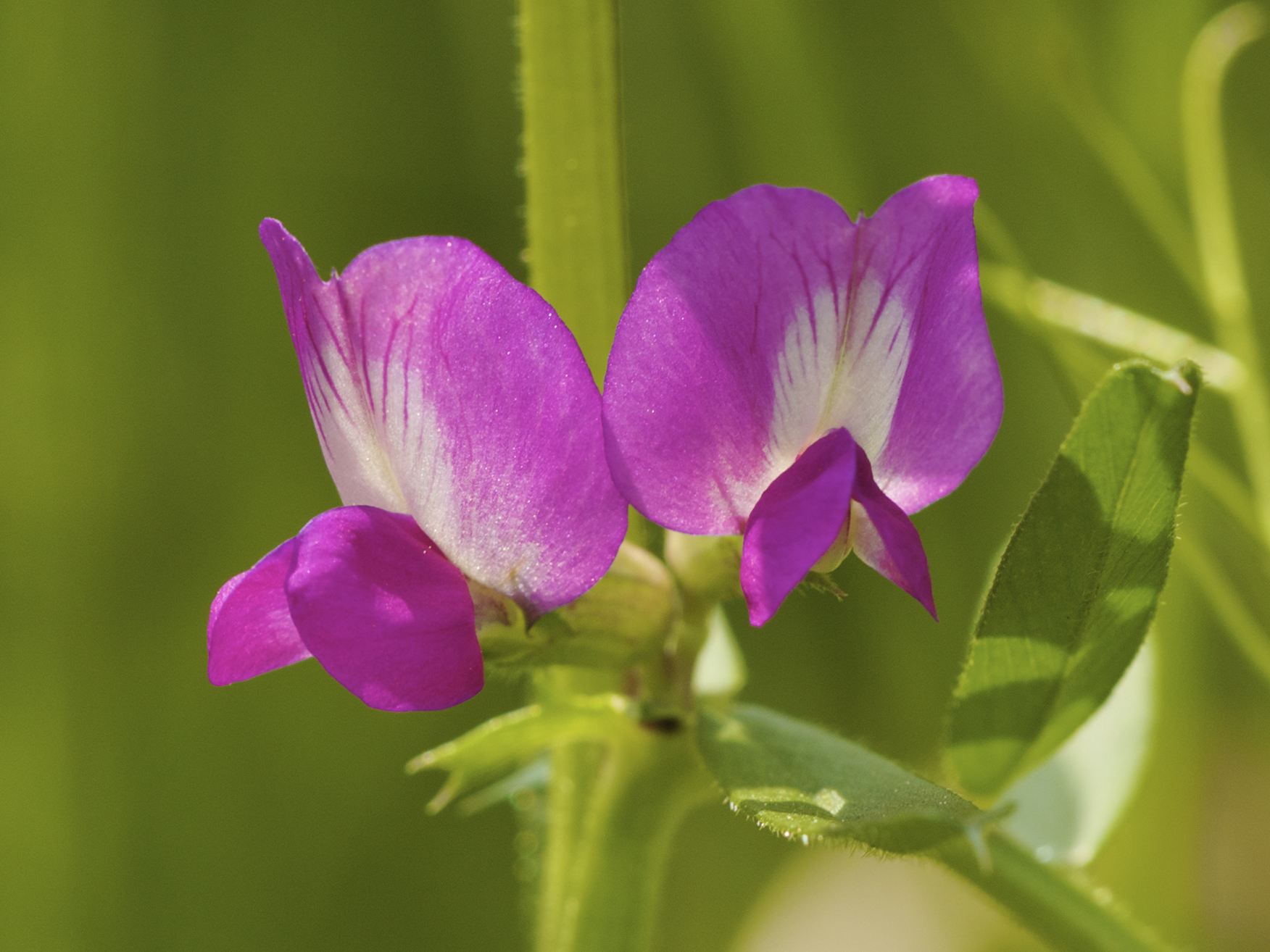
Kwiaty

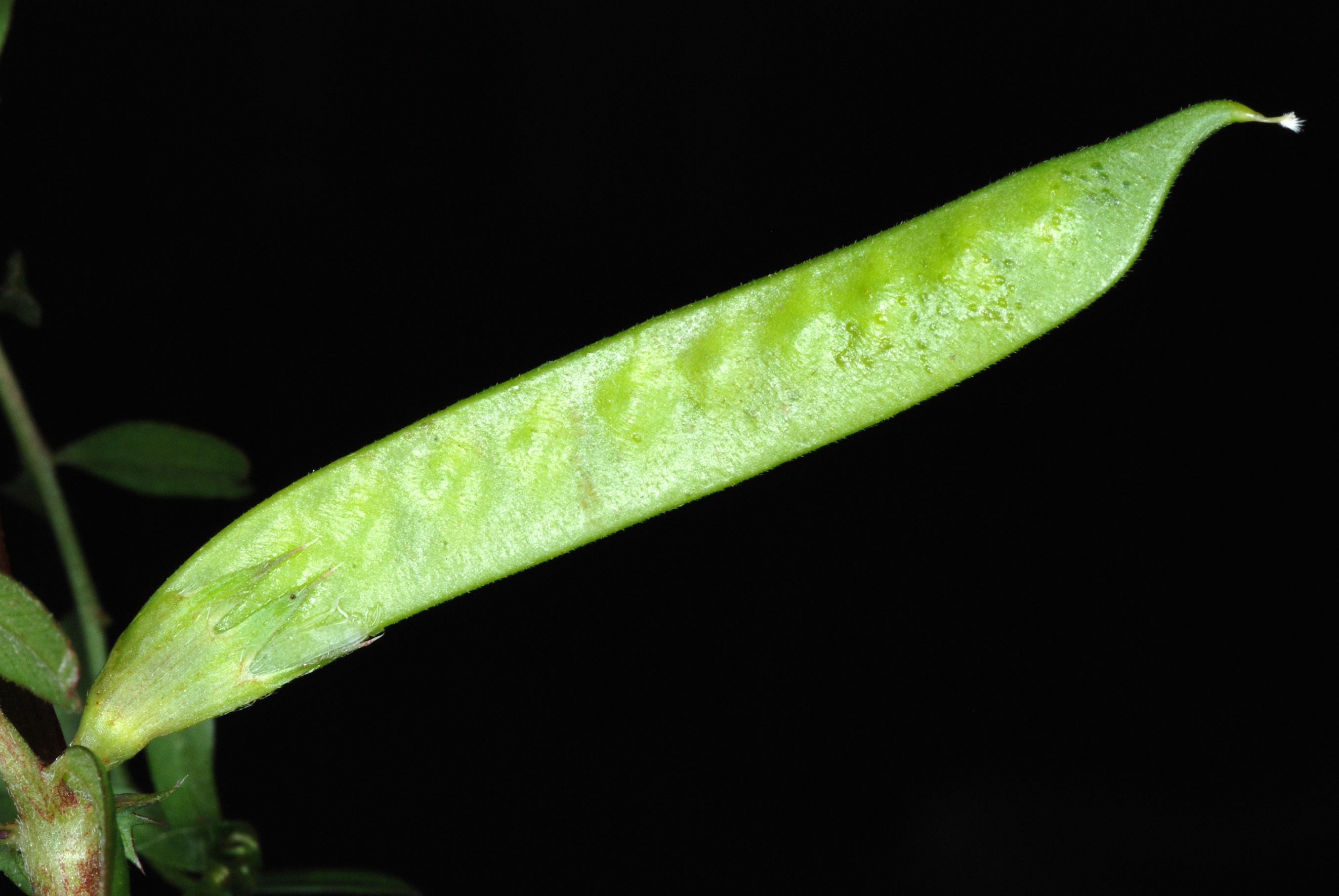
Owoc

PokrójRoślina o wiotkiej łodydze 40–80 cm wysokiej, lekko owłosionej lub nagiej.
LiściePierzaste, złożone z 4–8 par listków zakończone są wąsami czepnymi. Liście dolne z 4–8 parami jajowatych listków, liście górne – węższe. U podstawy liścia znajdują się 2 przylistki z plamką.
KwiatyNa krótkich szypułkach, najczęściej zebrane po 2 sztuki w kolorze czerwonawofioletowym
OwocOwocem jest spłaszczony strąk kolory żółtawego lub brunatnego, długości do 10 cm. Nasiono okrągłe, spłaszczone lub lekko kanciaste.

## Zastosowanie
Bardzo cenna roślina pastewna ceniona ze względu na walory smakowe i wysoką zawartość białka.